# Шевченко Іван Петрович
Шевченко Іван Петрович ( 16 жовтня 1967, Бунге Донецької області) — забійник на відбійних молотках структурного підрозділу «Шахта „Єнакієвська“» державного підприємства «Орджонікідзевугілля» (Донецька область), Герой України.

## Нагороди
- Звання «Герой України» з врученням ордена «Золота Зірка» (26 серпня 2010) — за героїчну і багаторічну самовіддану шахтарську працю, досягнення високих виробничих показників у видобутку вугілля[1]
- Заслужений шахтар України (23 серпня 2006) — за високий професіоналізм, значний особистий внесок у розвиток вугільної промисловості та багаторічну сумлінну працю[2]
- Повний кавалер знака «Шахтарська слава»